# Whistley
Whistley var en civil parish från 1866 till 1894 då den blev en del av Twyford och Hurst St Nicholas, i grevskapet Berkshire, i England. Civil parish var belägen 8 km från Reading och hade 1 617 invånare år 1891. Byn nämndes i Domedagsboken (Domesday Book) år 1086, och kallades då Wiselei.